# オブリク・セヴィル
- オブリク・セビル
- オブリク・セビリア

オブリク・セヴィル（Oblique Seville、2001年3月16日 ‐ ）は、ジャマイカ出身の陸上競技選手。
陸上競技の専門は短距離走
100mで9秒81、200mで20秒17の自己ベストを持つ。男子100mのセミファイナリストである。